# Kishin Shinoyama
Kishin Shinoyama (Tokio, 3 de diciembre de 1940-Tokio, 4 de enero de 2024) fue un fotógrafo japonés, conocido por haber fotografiado la portada de los álbumes Double Fantasy y Milk and Honey de John Lennon y Yoko Ono. Antes de su matrimonio con la cantante Saori Minami en 1979, tomó la mayoría de las fotografías de las portadas de sus álbumes discográficos con Sony.
El 10 de noviembre de 2009, la policía registró la casa y la oficina de Shinoyama bajo sospecha de indecencia pública. Las búsquedas surgieron de preocupaciones sobre fotografías de desnudos que supuestamente tomó en público de dos mujeres en agosto de 2008 para su libro 20XX TOKYO.

## Libros
- (en japonés) Kishin no teitaku: Sā Jon Sōn Bijutsukan (貴紳の邸宅：サー・ジョン・ソーン美術館?) / Sir John Soane's Museum. Tokyo: Rokuyōsha, 1989. ISBN 978-4-89737-011-8. Texto por Arata Isozaki. Un estudio detallado de Sir John Soane's Museum (Londres).
- Santa Fe.  Tokyo: Asahi Shuppansha, 1991. ISBN 4-255-91046-4. Rie Miyazawa, desnudo. (See Santa Fe.)
- (en inglés) The Painter's House: Balthus at the Grand Chalet. Te Neues, 2000. ISBN 978-3-8238-5472-2. Fotografías de la extremedamente casa larga de la familia Balthus y el mismo Balthus, su esposa y su hija.
- Kissin' My Puppy. Tokyo: Rasukaru, 2005. ISBN 978-4-902388-05-3. starlets (アイドルタレント aidoru tarento?) de Japón y sus perros. El texto minimalista está en japonés.
- Shinoyama Kishin at Tokyo Disney Resort. Tokyo: Kodansha, 2008. ISBN 978-4-06-339758-1. Colección conmemorativa de fotografías tomadas en el parque temático Tokyo Disney Resort por su vigésimo quinto aniversario.

## Trabajo seleccionado
La lista está incompleta.
- Five Seasons / Matsuda Seiko (1987)[3]
- Double Fantasy - portada fotográfica de John Lennon y Yoko Ono
- Chemical Reaction - portada fotográfica del álbum de la banda Vodka Collins
- 135 Women
- The Geisha Series
- Accidents Series
- Tokyo Nude (1990)
- SHINJUKU (1991)
- Water Fruit/Kanako Higuchi (1991)
- NY & NY/Yurie Nitani (1991)
- Santa Fe/Rie Miyazawa (1991)
- TOKYO Future Century (1992)
- Food (1992)
- Balthus (1993)
- News 1 Mystery of T House (1994)
- News 2 [Miwako] (1994)
- News 3 DrugStore (1994)
- News 4/Riona Hazuki (1994)
- Harue Miyamoto (1994)
- Hair (1994)
- Adolescence revolution (1994)
- Blue Book / Aya Kokumai (1995)
- Anna Umemiya's Diary of Love/Anna Umemiya, Kenji Haga (1995)
- AKI MIZUSAWA PHOTOGRAPHY 1975-1995 (1995)
- Oozumou (1995)
- Yukio Mishima's House (1995)
- Hinano ga Pyon Pyon/Hinano Yoshikawa (1995)
- Mai Hosho (1995)
- one,two,three/Saki Takaoka (1996)
- Teihon sakka no shigotoba (1996)
- Tokyo secret meeting (1997)
- ERI ISHIDA 1979＋NOW (1997)
- Shinwa shōjo・Chiaki Kuriyama (1997)
- Shōjo-tachi no Okinawa (1997)
- Shōjokan (1997)
- Ningen Kankei (1997)
- Bora Bora/Chiaki Hara (1997)
- GEKISHA in HAWAII (1998)
- RIONA (1998)
- ELLIROSE (1998)
- Shashin wa sensōda! Genba kara no senkyō hōkoku (1998)
- Sugita kaoru joyū-gokko (1998)
- VLADIMIR MALAKHOV (1998)
- NARCISSISME (1998)
- West by South/Hijiri Kojima (1999)
- Shōjo no yokubō yoshino sayaka (1999)
- Man'no bijutsu (1999)
- HARUMI INOUE LIVE (1999)
- SIMON PYGMALIONISME (2000)
- NUEL LEGRIS OPERA DE PARIS (2000)
- Touch/Manno Art (2000)
- Ranman/Mai Oikawa (2000)
- DRIVE (2000)
- Idols (2000)
- THE PAINTER'S HOUSE (2001)
- The Kabuki (2001)
- MAIKO KAWAKAMI (2001)
- Hinanogachu~tsu?/Hinano Yoshikawa (2001)
- mye/Mye Kitajima (2001)
- KISHIN TAKARAZUKA GRAPH (2002)
- BACKSTAGE (2002)
- 20XX TOKYO